# Coll dels Prats
El Coll dels Prats és una collada del terme municipal de Guixers, la Vall de Lord (Solsonès), situada a 1.594,4 m. d'altitud.